# Neoempheria ombrophila
Neoempheria ombrophila är en tvåvingeart som beskrevs av Loïc Matile och Delobel 1976. Neoempheria ombrophila ingår i släktet Neoempheria och familjen svampmyggor. Inga underarter finns listade i Catalogue of Life.